# 青木一三
青木 一三（あおき いちぞう、1926年 - 1994年3月17日）は、日本のプロ野球選手スカウト。大阪府大阪市生まれ。関西大学卒業。「マムシの一三」と呼ばれた。

## 来歴
市岡中学時代に幻の甲子園大会といわれる「大日本学徒体育振興大会」に出場。蔭山和夫（のちに南海ホークス）と二遊間を組み活躍するが、平安中学の富樫淳にノーヒットノーランを達成される。
戦後、関西大学に進学し同大野球部に所属。選手（二塁手）は1年生のころに既に引退し、学生マネージャーとなっていた。同野球部監督だった森田忠勇が1950年に大阪タイガースの二軍監督になると、青木は在学中であるにもかかわらず二軍マネージャー補佐として大阪タイガースに入団した。大学卒業後の1952年にスカウト専任となる。1950年代の大阪タイガースで、関大トリオとして森田二軍監督・浅野マネージャーと共にフロントを支えた。交渉能力が高く、新人選手の獲得にも腕を発揮した。吉田義男・三宅秀史・山本哲也・藤本勝巳ら、他球団がノーマークの選手を発掘し、次々と獲得している。
松木謙治郎監督退団後、阪神と折り合いがつかず大映スターズ移籍を決意、いったんは野田誠三オーナーに慰留されるが藤村排斥事件の責任をとらされて解雇される。後の著書において、排斥事件は自らが裏で糸を引いていたと述べている。青木が退団したことでスカウト陣が薄くなったため、タイガースは同年に中日ドラゴンズを解雇されたスカウト・佐川直行を入団させている。
1957年に大映スターズに入社。入社早々高橋ユニオンズとの合併を経験する。オーナーの永田雅一と出会ったことをきっかけに政財界に人脈を築いた。大映ユニオンズが毎日オリオンズと合併して大毎オリオンズとなり、その後、東京オリオンズ→ロッテオリオンズと改称する（現在の千葉ロッテマリーンズ）中でもスカウトを務め（1961年にスカウト部長に昇格）、村田兆治・有藤道世らを発掘したり、1958年の田宮謙次郎獲得、1963年の山内一弘と小山正明のトレードを担当する。この小山-山内のトレードを阪神側で担当したのが、青木と入れ替わりで阪神に入団した佐川であった。1966年に巨人を現役引退したばかりで当時34歳の広岡達朗を永田オーナーの反対を押し切り、オリオンズの監督に招聘要請したこともある（受諾せず）。青木は「広岡クンの監督としての才能に誰よりも早く目を付けたのは私」と誇っていた。
永田が球団経営から身を引いたあと、代わってオーナーとなった中村長芳に従う。1971年8月から1973年まで、中村が買収したマイナーリーグ (1A)のローダイ・オリオンズ（現在のランチョクカモンガ・クエークス）のゼネラルマネージャーを務める。中村が西鉄ライオンズ救済のためにロッテを退団して福岡野球株式会社を興し、太平洋クラブライオンズのオーナーとなると、取締役としてフロントに入った（1976年に球団代表に就任し、ライオンズの国土計画への売却まで在任）。太平洋クラブライオンズ→クラウンライターライオンズ（現在の埼玉西武ライオンズ）と球団名が変わる中で球団経営に奔走、ロッテとの遺恨試合を演出する（詳細はライオンズとオリオンズの遺恨を参照）、巨人とのトレードを前提とした江川卓の強行指名などのさまざまな策を繰り出し、苦しい球団経営を支えた。ライオンズ球団代表退任後は野球評論家となる。

## 人物
晩年の著書の中で、ドラフト制度については「チームの均質化は各チームの営業努力を奪い、また契約金の抑制はプロ野球への魅力を落としている」として撤廃を強く主張した。また、当時は日本では導入されていなかったFAについても「やや早い気もするが」という但し書きつきながら、同様の理由で賛意を表明した。
太平洋クラブ時代の監督であった稲尾和久については、その監督としての能力に否定的な記述を著書でおこなっている。一方、稲尾の側も「どうもソリが合わない」と記し、青木がベンチの横の管理室から聞こえよがしに「ここでバントはないだろう」などの采配批判を口にしていたと述べている。

## 球界「裏面史」
著書や寄稿で主張している内容として、上記の「藤村排斥事件」や"遺恨試合"以外に、以下のものがある。
- 南海ホークスの川勝傳オーナーは、生前に2度にわたって、来島どっくグループ総帥の坪内寿夫に球団売却を持ちかけた[7]。ダイエーの中内㓛にも1984年頃に話を持ちかけていた[7]。
- セントラル・リーグは鈴木龍二の会長退任の花道という名目で、2球団を追加して8球団にする構想を持っていた。その一つが上記の坪内がオーナーとなって松山市をフランチャイズとする球団、もう一つは田中六助の肝いりによる福岡市の球団だった。この話があったために坪内は南海の売却話に乗らなかった[7][注釈 2]。
- 近鉄バファローズも1979年頃に、佐伯勇オーナーが坪内寿夫に球団売却を持ちかけていた[8]。
- 堤康次郎が健在だった頃、永田雅一と青木のもとに堤清二が使者として訪れ、「西武グループが芝公園に球場を建てるので大毎の本拠地に使ってほしい。康次郎は球場経営はしても球団経営はするなと言っているので、大毎の乗っ取りなどは考えていないから安心してほしい」と申し入れた[9]。
- 堤義明が西武球場を建設した当初は球団を持つ意思がなかった。それが変わったのは、堤と親しかった安倍晋太郎が、義父の岸信介の意向を受けて買収を勧めたためである（当時のライオンズオーナーの中村長芳は岸の元秘書だった）[9]。
- 中村長芳は、青木が渡米した際にキャンドルスティック・パークの球場設計図を持ち帰るよう命じたり、飛鳥田一雄と横浜スタジアムの拡張計画を検討したり、江川卓の獲得資金を西武グループから借り入れるなど、売却に向けたとみられる不穏な動きを見せた一方、青木や坂井保之、江口昭八郎をはじめとする役員には一言も相談がなかったという[10]。また中村は球団が必要とした12億円の資金の調達について安倍晋太郎を通じて堤に打診した一方、球団スポンサーだった廣済堂クラウンの会長・桜井義晃にも並行して打診するという二股をかける行為を行っていた[10]。桜井が資金が調達できたことを中村に報告した際には、すでに西武との仮契約がすんでいたという[10]。

## 著書
- 『猛虎復活の全員野球』オーエス出版、1985年
- 『ここだけの話 プロ野球どいつも、こいつも……』ブックマン社、1989年
- 『ダイエー／オリックス球団買収の真相』ブックマン社、1989年
- 『12球団全監督のオモテとウラ プロ野球ここだけの話』ブックマン社、1990年